# Raymond Le Coz
Pour les articles homonymes, voir Le Coz.
Raymond Le Coz est un historien français, est spécialiste de l'histoire de la médecine et de la civilisation arabo-musulmane.

## Travaux
Il collabore à la collection Sources chrétiennes.

## Ouvrages
- Jean Damascene. Écrits sur l'Islam, 1994[3].
- Histoire de l'Église d'Orient, 1995[4],[5].
- Les médecins nestoriens au Moyen Age, 2005[6].
- Les chrétiens dans la médecine arabe, 2006[7],[8].